# هلن الخال
هلن الخال (بالإنجليزية: Helen Khal)‏ (16 أبريل 1923 - 20 مايو 2009)، إحدى رائدات الفن اللبناني والنقد الفني. علمت في الجامعة الأمريكية في بيروت من العام 1967 إلى العام 1976.

## حياتها
ولدت في ولاية بنسلفانيا الأميركية من والدين مهاجرين لبنانيين من طرابلس، ودخلت عالم الفن في الثانية عشرة من عمرها، حين جلست ليرسمها طلاب. وفي عمر العشرين بدأت الرسم لتتسلى حين أقعدها المرض لأشهر. وبعد عودتها مع والدتها إلى لبنان العام 1946، التحقت الخال بالأكاديمية اللبنانية للفنون الجميلة ودرست فيها لعامين إلى جانب كبار الرسامين مثل شفيق عبود وفريد عواد وايفيت أشقر وجورج غي ومنير عيدو ونقولا نمار وميشال بصبوص. . ثم عادت إلى نيويورك حيث درست الفنون قبل أن تعود إلى بيروت مع زوجها الشاعر يوسف الخال. وفي العام 1960 بدأت بعرض لوحاتها. وفي العام 1963 افتتحت مع زوجها غاليري «وان» وأقامت فيها معارض لفنانين ناشئين ومتميزين. ووضعت الخال أول كتاب يروي سيرة الفنانات العربيات باللغة الإنكليزية. توفيت عام 2009.